# Heinrich Schliemann
Heinrich Schliemann (Neubukow, Mecklemburgo-Schwerin, 6 de janeiro de 1822 — Nápoles, 26 de dezembro de 1890) foi um arqueólogo clássico alemão, um defensor da realidade histórica dos topônimos mencionados nas obras de Homero e um importante descobridor de sítios arqueológicos micênicos, como Troia e a própria Micenas. Nos anos 1870, Schliemann viajou pela Anatólia e escavou o sítio arqueológico de Hisarlik, revelando várias cidades construídas em sucessão a cada outra. Uma das cidades descobertas por Schliemann, nomeada Troia VII, é frequentemente identificada com a Troia Homérica.

## Infância e juventude
Filho de um pastor protestante alemão, Schliemann, desde criança, era fascinado pelas obras de Homero e tinha extrema fé de que Troia existira de fato. Estuda até seus quatorze anos, quando então começa a trabalhar como aprendiz em uma loja.  Em 1841, embarcou para Hamburgo, mais tarde para a Venezuela, e retornou à Europa (Amsterdã). 

## Autodidatismo
Em 1846, com vinte e quatro anos de idade mudou-se para São Petersburgo, Rússia, onde trabalhou como correspondente e guarda-livros, levando seis semanas, por meio de seu próprio método, para aprender o russo.
Um ano depois fundava sua própria casa comercial, custando tempo e trabalho. Neste tempo aprendeu novos idiomas, passando a dominar então nove línguas além da sua língua natal, o alemão, inglês, francês, holandês, espanhol, português, italiano, russo, sueco e polaco.